# Thou Shalt Suffer
Thou Shalt Suffer to norweska grupa muzyczna początkowo wykonująca death metal, a obecnie nowoczesny ambient. Powstała 1991 roku w Notodden występując na początku pod nazwami Dark Device, Xerasia oraz Embryonic.

## Dyskografia
- (1991) Open the Mysteries of Your Creation (EP)
- (1991) 4-track rehearsal (Demo)
- (1991) Into the Woods of Belial (Demo)
- (1998) Into The Woods Of Belial (Kompilacja)
- (2001) Somnium (LP)